# El Eco de Andalucía
El Eco de Andalucía fue un periódico español editado en Sevilla entre 1880 y 1889.

## Historia
Fue fundado en diciembre de 1880, bajo el subtítulo de «Diario de intereses materiales y noticias, defensor del Comercio, de la Agricultura y de la Industria, y propagador de todos los conocimientos útiles». Se editaba en la Imprenta Gironés, Orduña y Castro, sita en la calle Lagar 3 de Sevilla. Dirigido inicialmente por Joaquín Guichot, con posterioridad —a partir de 1883— pasó a ser dirigido por Benito Más y Prat. A lo largo de su existencia fue una publicación de línea editorial conservadora.
Continuaría editándose hasta finales de 1889.